# 塩野雅子
塩野 雅子（しおの まさこ）は、日本の歌手、声楽家。声域はソプラノ。

## 来歴・人物
東京都出身。国立音楽大学声楽科卒業。久城理絵子、小野邦代、岡部徳三に師事。
2000年、日本童謡協会主催の日本童謡賞特別賞受賞。

## 舞台
- Bunkamuraオープニング企画「ホフマン物語」 - オランピア役
- トミタ・サウンド・クラウド・オペラ「ヘンゼルとグレーテル」- ヘンゼル役

## CD

### オリジナル曲
- 友達がいるから

### カバー曲
- きっとしあわせ

NHK『みんなのうた』で放送された、しゅうさえこの楽曲のカバー。この他に、キングレコード制作の『みんなのうた』のアルバムでカバーしている楽曲がある。